# Romário Pereira Sipião
Romário Pereira Sipião (* 10. August 1985 in Imperatriz), auch als Romarinho bekannt, ist ein brasilianisch-schwedischer Fußballspieler.

## Karriere
Romarinho spielte bis 2009 in seinem Heimatland Brasilien für Sociedade Imperatriz de Desportos und den JV Lideral FC. Im Juli 2009 wechselte er nach Schweden zum Göteborger Klub GAIS, der in der Fotbollsallsvenskan antrat. Hier unterschrieb er einen Viereinhalbjahresvertrag. Nachdem GAIS 2012 abgestiegen war, unterschrieb er einen ab Januar 2013 laufenden Vierjahresvertrag bei Kalmar FF.